# SN 2006br
SN 2006br – supernowa typu Ia odkryta 25 kwietnia 2006 roku w galaktyce NGC 5185. W momencie odkrycia miała maksymalną jasność 17,80m.